# 冯玲
冯玲（1969年9月—），女，广东丰顺人，中华人民共和国政治人物。1991年7月参加工作，1995年5月加入中国共产党。曾任广东省人民政府副省长，现任全国妇联副主席、书记处书记。

## 生平
1991年7月毕业于广东司法学校法律专业。2018年2月担任广东省妇女联合会党组书记、主席。2020年9月任中共广东省直属机关工作委员会常务副书记。2021年4月担任中共深圳市委常委、统战部部长，市政协党组副书记。2021年11月担任中共阳江市委书记。
2023年1月，当选为广东省人民政府副省长。同年8月，不再兼任中共阳江市委书记。10月，当选为全国妇联副主席、书记处书记。